# Nilobezzia leucothrix
Nilobezzia leucothrix är en tvåvingeart som beskrevs av Remm 1980. Nilobezzia leucothrix ingår i släktet Nilobezzia och familjen svidknott.
Artens utbredningsområde är Turkmenistan. Inga underarter finns listade i Catalogue of Life.